# Pistolérisme
Ne doit pas être confondu avec pistolero.
Le pistolérisme (de l'espagnol pistolero, tireur), est un phénomène typique des années 1919 à 1923 en Espagne et particulièrement important en Catalogne.
Le terme se réfère à l'utilisation par le patronat d'hommes de main pour exécuter des syndicalistes ouvriers : « liquider les meneurs et terroriser les militants ». La police abat de sang-froid des ouvriers après leur arrestation ou lors d'un transfert, une balle dans le dos (« loi des fuites » imaginée par le général Martínez Anido en 1920).
Les syndicats répondent par la création de leurs propres « groupes d'action » dont les plus notoires sont Los Justicieros (1920) et Los Solidarios (1922).
Le syndicaliste Salvador Seguí est assassiné à 36 ans, à Barcelone, le 10 mars 1923. Les groupes armés tuent à leur tour des patrons, des ministres, un président du Conseil et un prélat, le cardinal Soldevilla.
On estime que le pistolérisme a causé la mort violente de 150 à 200 travailleurs et 20 hommes armés engagés par les employeurs.

## Histoire
À la suite de l'émergence de la Confédération nationale du travail en 1918-1919, la Fédération patronale oppose une politique d'intransigeance totale.
Pour contrer les revendications des travailleurs et les grèves, le patronat crée des « syndicats libres » anti-révolutionnaires pour diviser le mouvement ouvrier et engage des bandes armées qui organisent une vague d'assassinats des chefs syndicalistes.
Ce « terrorismo blanco » est couvert par des protections dans l'appareil d'État, notamment par les gouverneurs de l'époque (dont Faustino González Regueral et José Maestre de Laborde), quand il n'est pas directement dirigé par lui, notamment par le général Severiano Martínez Anido, ou le commissaire de police Manuel Bravo Portillo.
Les deux responsables de la politique du pistolérisme à Barcelone, le général Martínez Anido (gouverneur militaire de Barcelone) et le colonel Arlegui (chef de la police), sont promus à la tête de l'appareil de répression de toute l'Espagne.
Parmi les militants de la Confédération nationale du travail assassinés par les pistoleros, les plus notoires sont Pau Sabater (en) alias « El Tero » (secrétaire du syndicat des Teinturiers CNT de Barcelone depuis 1916) le 17 juillet 1919,, Evelino Boal en 1921, et Salvador Seguí en 1923, ainsi que l'avocat des anarchistes Francesc Layret i Foix (ca) en 1920,.
Le 25 août 1922, Ángel Pestaña, en tournée de conférences, tombe dans une embuscade de « pistoleros ». Il est grièvement blessé par balles.
Le pistolérisme disparait en 1923 avec le coup d'État de Miguel Primo de Rivera.

## Cinéma de fiction
- Gun City (La sombra de la ley).

## Vidéo
- (es) Mateo Santos, Juan García Oliver, ministre de Justice, durant l'inauguration du monument à la mémoire de Durruti, Francisco Ascaso et Francisco Ferrer au cimetière de Montjuïc de Barcelone, 20 novembre 1937, voir en ligne.

## Notices
- (ca) « Pistolerisme », Gran Enciclopèdia Catalana, sur enciclopedia.cat, Barcelone, Edicions 62..
- (es) Terrorismo blanco in Miguel Iñiguez, Esbozo de una Enciclopedia histórica del anarquismo español, Fundación de Estudios Libertarios Anselmo Lorenzo, Madrid, 2001, page 591.